# Bjännsjön
Bjännsjön is een plaats in de gemeente Umeå in het landschap Västerbotten en de provincie Västerbottens län in Zweden. De plaats heeft 61 inwoners (2005) en een oppervlakte van 15 hectare. De plaats ligt aan de oostoever van het gelijknamige meer Bjännsjön.